# 씽크패드 X 시리즈

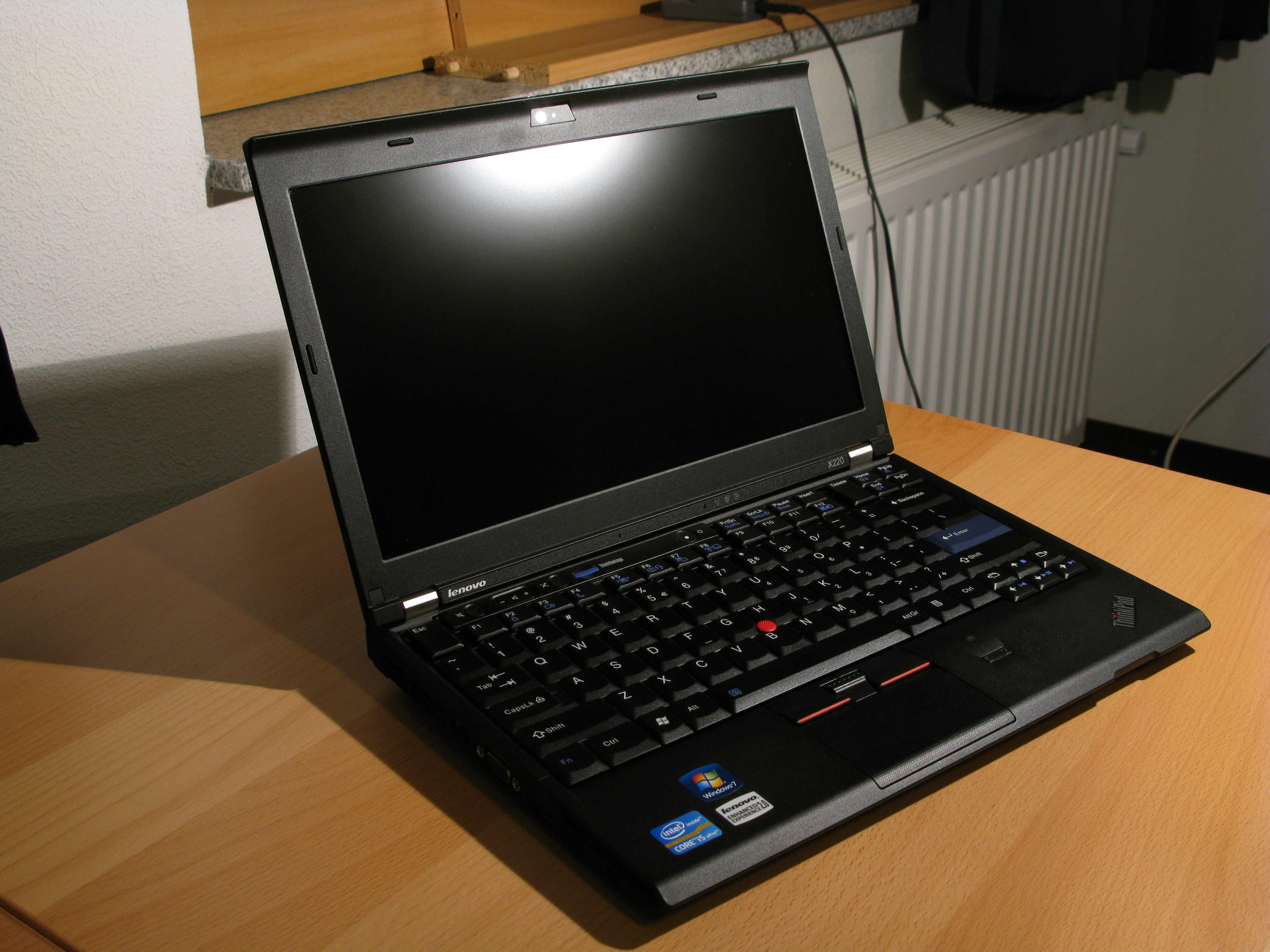

씽크패드 X 시리즈(ThinkPad X series)는 경쟁사보다 파워가 낮은 레노버가 생산하는 랩톱 및 컨버터블 태블릿 계열이다. IBM에 의해 처음 생산되었고 2005년까지 생산되었다.
IBM은 씽크패드 X 시리즈(처음에는 X20)를 2000년 9월에 발표하였다. 매우 얇고 매우 가벼운 모바일 컴퓨팅 경험을 제공하기 위한 것이 의도였다. 씽크패드 X 시리즈는 2000년대 초에 숫자를 문자 시리즈로 변환하는 IBM의 기조 아래 240과 570 시리즈를 대체했다.